# American Bureau of Shipping
Das American Bureau of Shipping (ABS) mit Firmensitz in Houston, Texas, gegründet im Jahr 1862, ist eine der weltweit führenden Klassifikationsgesellschaften für Schiffe, Ölplattformen und andere maritime Bauten sowie deren Bestandteile an über 400 Standorten in mehr als 100 Ländern.
1862 wurde die American Shipmasters’ Association von John Divine Jones gegründet, 1898 in American Bureau of Shipping umbenannt und 1920 von den USA im United States Government Merchant Marine Act, Section 27, offiziell anerkannt.
Als das Flugzeug der American Airlines am 11. September 2001 um 8:46 Uhr in den Nordturm des früheren World Trade Centers raste, schlug es im 93. Stockwerk nur zwei Stockwerke über dem ABS-Büro ein. Alle zwölf zu diesem Zeitpunkt dort befindlichen Ingenieure überlebten. Erst wenige Monate zuvor war das Unternehmen von der 104. Etage des Südturms (in diesem Stockwerk starben alle Anwesenden) in den 91. Stock des Nordturms gezogen.
Wegen der Havarie des Großtankers Prestige am 13. November 2002 hat Spanien ABS auf eine Entschädigung von einer Milliarde Euro verklagt, da nach ihrer Meinung die zuständigen ABS-Prüfer die Zulassung des altersschwachen Tankers trotz angeblicher Sicherheitsmängel bei einer Inspektion kurz vor dem Unglück verlängert und für seetauglich befunden hätten. Neue Studien besagen allerdings, dass nicht Materialfehler, sondern eine so genannte Monsterwelle Ursache für die Havarie gewesen sei. Eine Entscheidung steht noch aus.
Schiffe, die vom American Bureau of Shipping vermessen sind, tragen die Lettern AB an den Ladelinien (Plimsoll-Marke) mittschiffs.